# Kommende Muffendorf

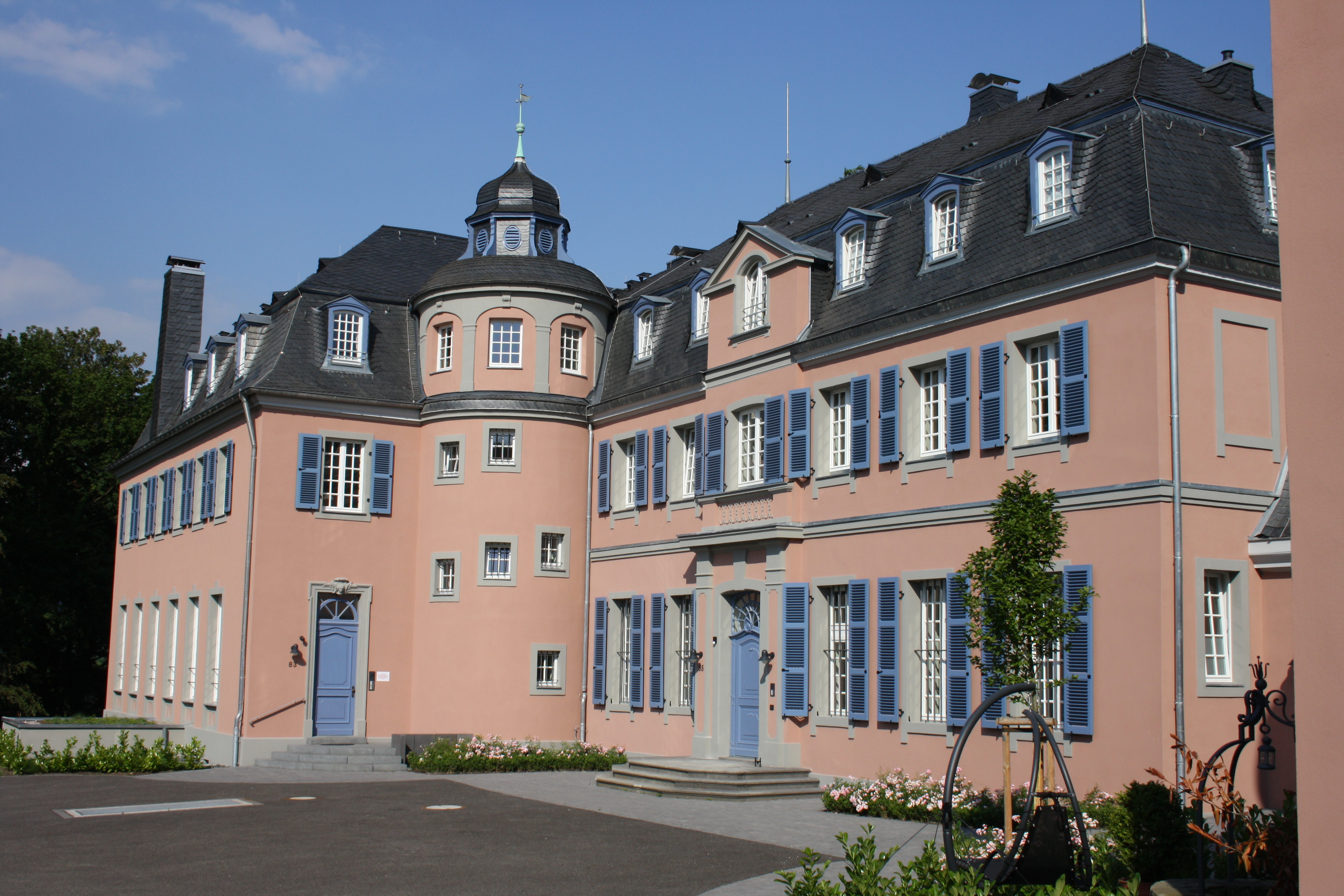
Kommende Muffendorf (2009)

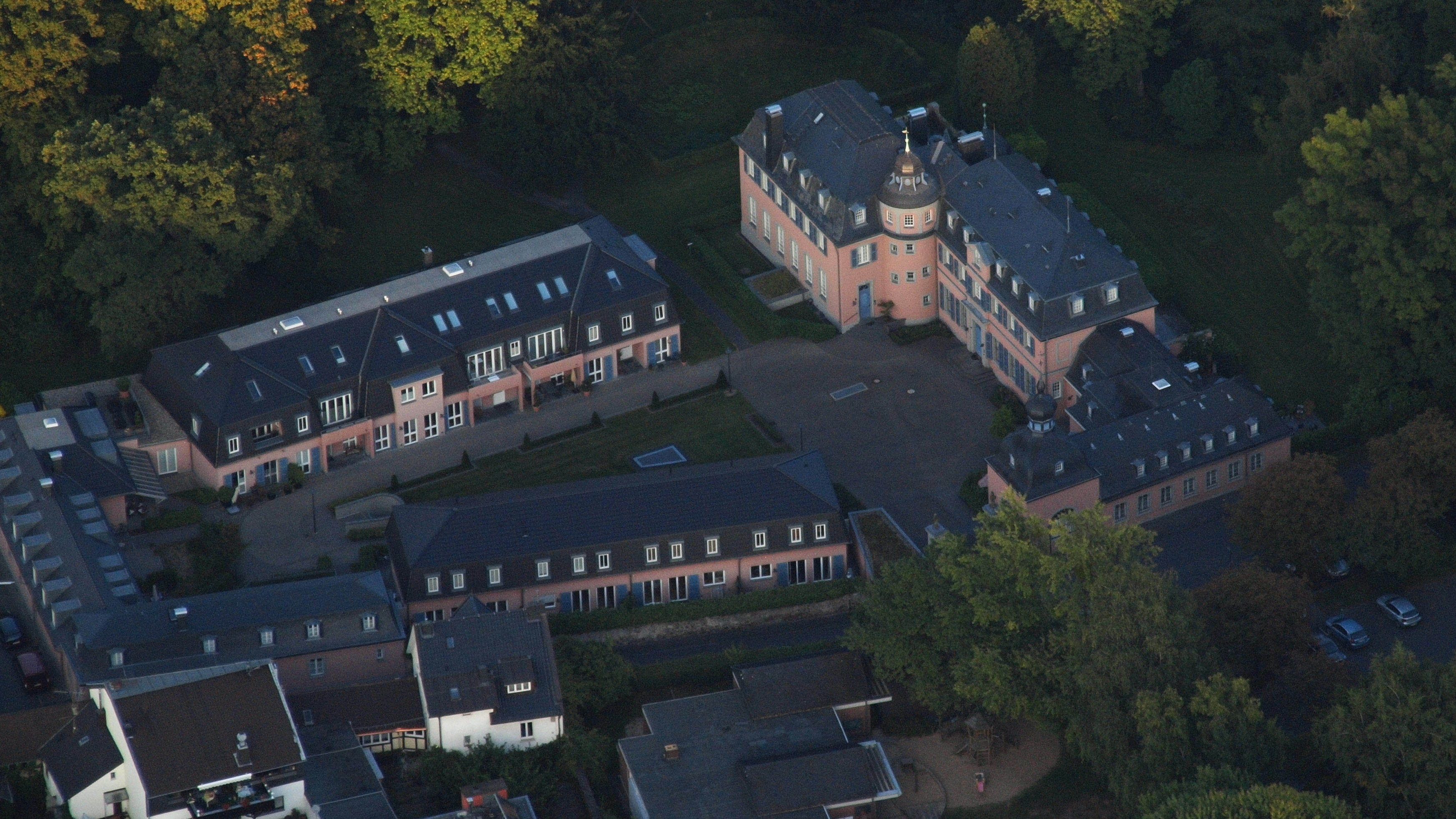
Luftaufnahme (2013)

Die Kommende Muffendorf war eine Niederlassung des Deutschen Ordens in Muffendorf, einem heutigen Ortsteil des Bonner Stadtbezirks Bad Godesberg. Das dazugehörige barocke Schloss bzw. Palais, erbaut Mitte des 18. Jahrhunderts, steht als Baudenkmal unter Denkmalschutz.

## Lage
Die ehemalige Kommende Muffendorf liegt auf einem von Westen nach Osten abfallenden Gelände auf 84 m ü. NHN an der Ostseite der Muffendorfer Hauptstraße (Hausnummern 65–89) sowie an der Südseite der Straße An der Kommende. Die zugehörige Parkanlage erstreckt sich nach Süden bis zur Benngasse sowie nach Osten bis zu den Häusern am Westrand der Deutschherrenstraße.

## Geschichte

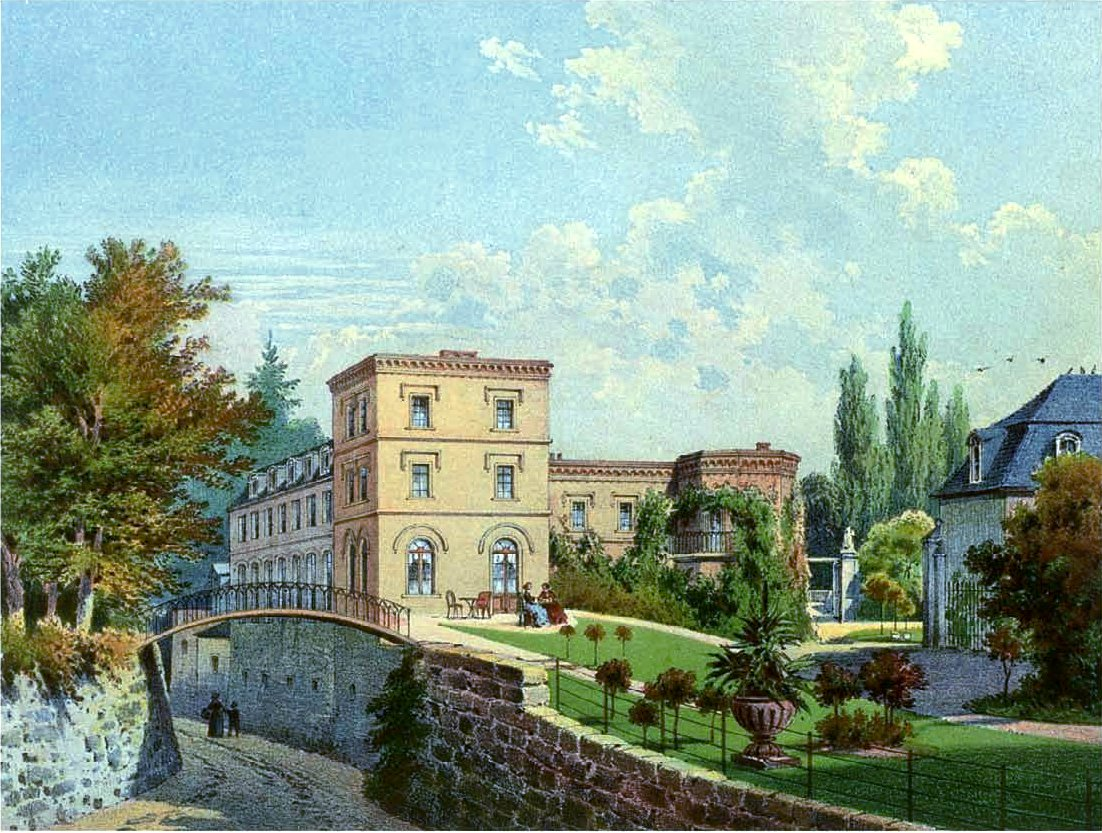
Kommende Muffendorf, Sammlung Duncker, um 1860

Ursprünglich eine karolingische Königsvilla, ging ein Teil dieses Besitzes an die Kölner Kirche über. Erzbischof Anno II. vergab dieses Gut an das von ihm gegründete Kloster Siegburg. Abt Gottfried von Siegburg gab, nachdem der Lehnsinhaber Dietrich von Muffendorf verzichtet hatte, einen beträchtlichen Teil des Besitzes 1254 an die Kommende des Deutschen Ordens in Ramersdorf. Weil die Besitzungen des Ordens stark anwuchsen, verkaufte die Kommende Ramersdorf den Besitz Muffendorf 1304 an die Ballei Koblenz. Diese gründete daraufhin eine eigene Kommende in Muffendorf.

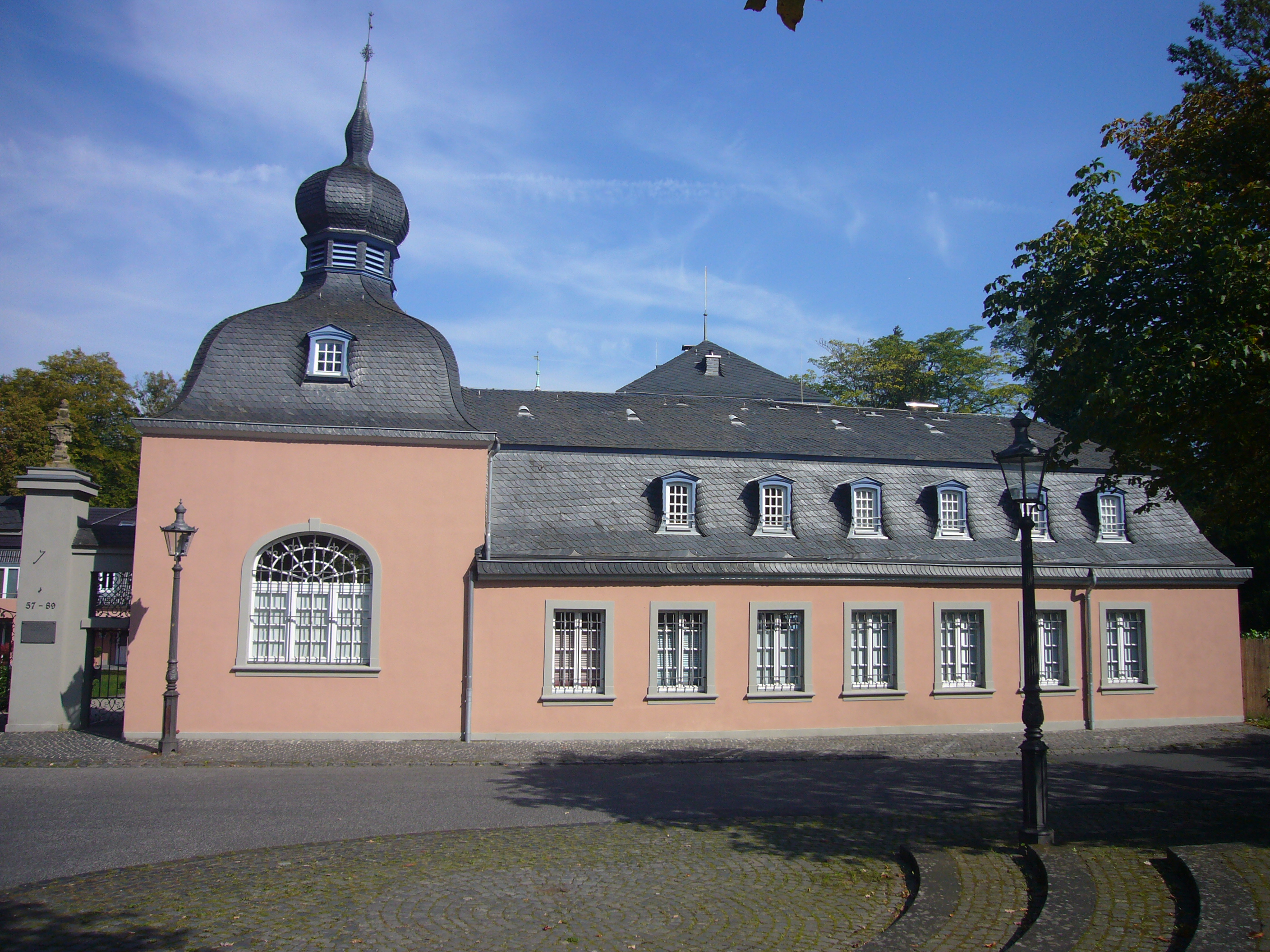
Kommende Muffendorf

Im 15. Jahrhundert erlebte die Kommende eine existenzbedrohende Krise. Ein Großteil des Besitzes, darunter auch das Gebäude der Kommende mussten 1458 an das Godesberger Birgitten-Kloster Marienforst veräußert werden. Im Jahr 1496 war die Kommende wieder ganz im Besitz des Deutschen Ordens. Ein erneuter Niedergang erfolgte im 17. Jahrhundert. Zeitweise gab es keinen residierenden Komtur mehr. Es kam zum Verfall der Baulichkeiten und der Besitz wurde von der Kommende Waldbreitbach verwaltet.
Im Jahr 1713 wurde mit Damian Casimir von Clodt zu Ehrenberg erneut ein Komtur eingesetzt. Sein Nachfolger Freiherr von Harff ließ mit dem Bau eines neuen zweistöckigen Kommendenhauses im Stil des Barock beginnen. Auch Komtur Karl Adolf Freiherr von Greiffenklau hat zum Ausbau beigetragen. Neu erbaut wurden ebenfalls eine Kapelle und ein Gesindehaus.
Zur Zeit der französischen Besetzung (1794–1815) wurde die Kommende säkularisiert und Staatsdomäne. Später wurde der Besitz an einen Kölner Kaufmann veräußert, der ihn seinerseits an Karl Joseph von Fürstenberg verkaufte. Dieser ließ die Kommende um 1860 im Stil der Neogotik um- und ausbauen. Auf diese Umbauphase gehen die bis heute erhaltenen Gebäude der Kommende, das Hauptgebäude (Palais) sowie das Wirtschaftsgebäude (Remise) zurück.
Ende 1898 wurde die Kommende von Joseph Mayer (1857–1914) erworben, der die neogotischen Elemente beseitigen und die barocken Formen wiederherstellen ließ. Joseph Mayer hatte 1890 Pauline Elisabeth geb. Pfeifer (1869–1953) geheiratet, Tochter des Kölner Unternehmers Valentin Pfeifer (1837–1909), der sich am Kauf beteiligte und auch dort im Sommer mit seiner Frau Hedwig, geb. Matzerath (1843–1911) Wohnung nahm. Beide Ehepaare sind in Muffendorf auf dem Friedhof bei der Kirche Alt St. Martin bestattet. Die Grabstätte wird von der Familie gepflegt und steht unter Natur- und Denkmalschutz.
Noch vor dem Tod der letzten Besitzerin erwarb das Königreich Belgien 1952 die Kommende, um dort die Residenz seines Botschafters in der Bundesrepublik Deutschland am Regierungssitz Bonn einzurichten (→ Botschaft des Königreichs Belgien (Bonn)). Zu diesem Zweck erfolgten bis 1954 Umbauten unter Leitung des Bonner Architekten Wilhelm Denninger. Im Zuge der Verlegung des Regierungssitzes zog die belgische Botschaft 1999 nach Berlin um. Die Kommende Muffendorf stand nun leer. 2006 konnte Belgien sie nach einem vergeblichen Verkaufsversuch mit einer Gesamtfläche von 2,3 ha an einen Kölner Immobilienentwickler veräußern, der das Anwesen 2007/08 zur gehobenen Wohnanlage umbauen ließ. Die historischen Gebäude der Kommende (Palais und Remise) wurden saniert und in Eigentumswohnungen aufgeteilt. Auf der 1,6 ha großen Parkanlage entstanden in jeweils U-förmiger – insgesamt hofförmiger – Anordnung zu Palais und Remise zwei neue Wohngebäude mit weiteren Eigentumswohnungen (somit insgesamt 24), die sich an den barocken Formen des Altbestandes orientieren.